# 피가로의 결혼

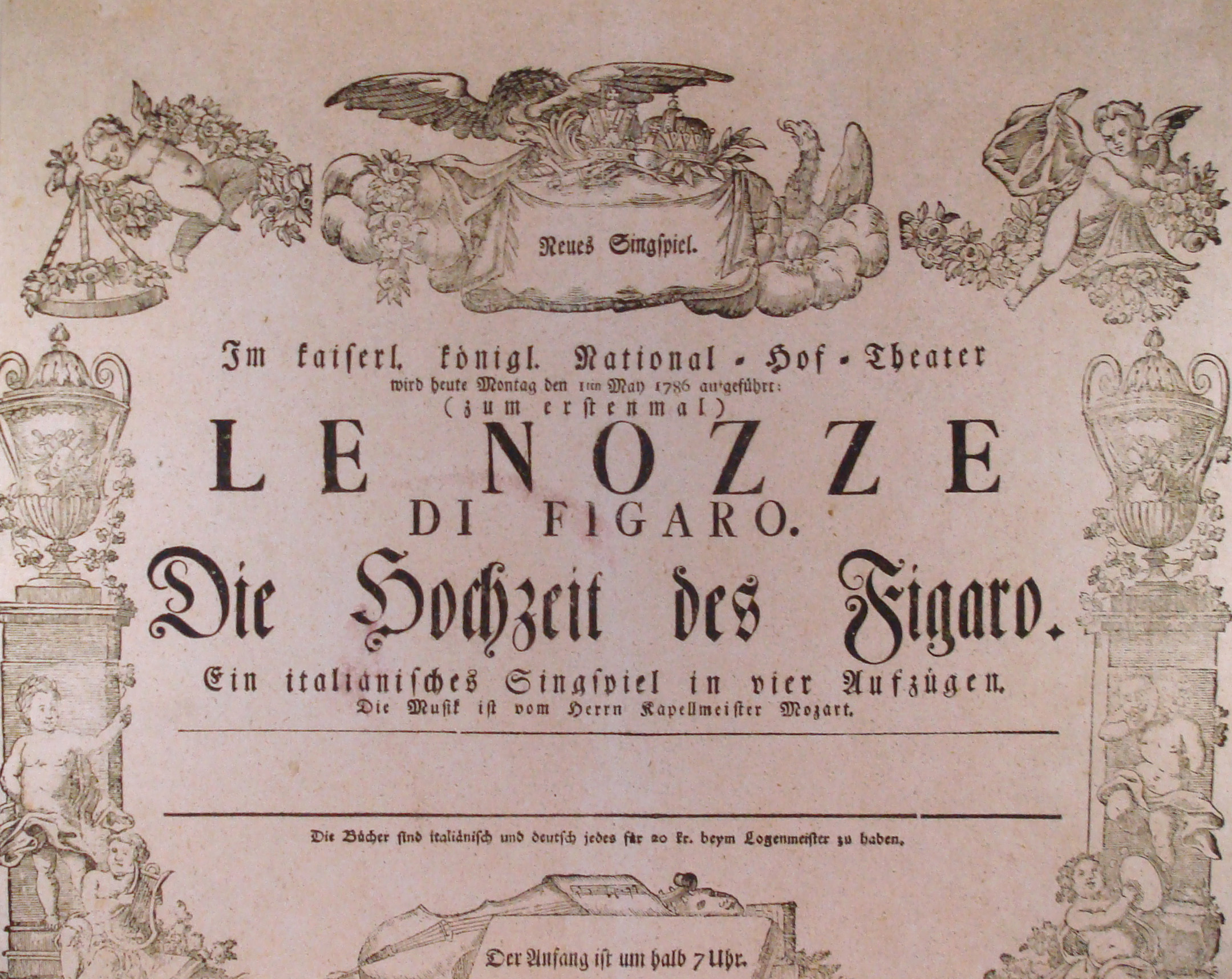

《피가로의 결혼(이탈리아어: Le nozze di Figaro)》은 볼프강 아마데우스 모차르트가 보마르셰의 희극 《피가로의 결혼(Le mariage de Figaro, 1778년)》에 기초한 로렌초 다 폰테의 대본으로 1786년에 작곡한 오페라 부파(희가극)이다. 보마르셰의 희극은 상류 계층에 대한 조롱 때문에 빈에서 곧바로 금지되었지만, 모차르트의 오페라는 그의 가장 성공적인 작품 중의 하나가 되었다. 오늘날 이 작품은 표준적인 오페라 레파토리의 초석으로 인정되고 있다.

## 역사
이 오페라는 모차르트와 다 폰테의 첫 공동 작품으로, 1786년 5월 1일, 빈의 부르크 극장(Burgtheater)에서 초연되었다. 다 폰테는 보마르셰의 작품에서 지적당한 풍자적 요소를 제외한 뒤, 당시 오페라에서 흔히 사용되던 이탈리아어로 번역했다.

## 등장인물
모차르트의 이탈리아 부파 오페라들은 벨칸토나 이후의 오페라에서와 같은 비극적인 사랑의 삼각관계와는 반대되는 뒤죽박죽 엉터리 같은 인물들의 이야기로 잘 알려져 있다. 또, 많은 주연 배우들의 출연으로 볼 때, 《피가로의 결혼》은 특히 그렇다.
- 주요 배역

알마비바 백작(The Count Almaviva): 바리톤, 수잔나에게 치근덕댄다
알마비바 백작부인(The Countess Almaviva)': 소프라노, 로지나
피가로(Figaro): 바리톤, 세빌리아의 이발사, 백작의 하인
수잔나(Susanna): 소프라노, 피가로의 연인, 백작부인의 하녀
케루비노(Cherubino): 메조 소프라노, 백작의 어린 시종, 백작부인을 연모함
- 조연 배역

마르첼리나(Marcellina): 메조 소프라노, 피가로의 채권자
바르톨로(Bartolo): 베이스, 피가로에게 복수하려함
바질리오(Basilio): 테너, 음악가이자 책략꾼
돈 쿠르지오(Don Curzio): 테너, 재판관
안토니오(Antonio): 베이스, 정원사
바르바리나(Barbarina): 메조소프라노, 안토니오의 딸

## 줄거리
피가로의 결혼은 몇 년 후 세비야의 이발사의 음모를 이어간다.
```
알마비바 백작은 계획적이고, 괴롭힘을 당하는, 바리톤이다. 피가로에게 하인의 우두머리 자리를 준 그는 이제 피가로의 예비신부이자 백작부인의 하녀인 수잔나에게 초야권을 집요하게 행사하려고 한다. 그는 계속 핑계를 대며 바로 이 날을 위해 마련된 두 하인의 결혼식을 지연시킨다. 피가로, 수잔나, 백작부인은 백작의 음모를 폭로하기 위해 음모를 꾸몄다. 수잔나와 백작부인의 교묘한 속임수로 피가로와 수잔나는 마침내 결혼할 수 있게 된다.
```

### 서곡
서곡은 D장조; 템포 마킹은 프레스토, 즉 빠른 것이다. 그 작품은 잘 알려져 있고 종종 콘서트 곡으로 독립적으로 연주된다.

### 1막
중앙에 의자가 있는 부분 가구가 있는 방.
피가로(Figaro)는 수잔나가 거울 앞에서 웨딩 보닛을 써보는 동안 신부 침대가 들어갈 공간을 즐겁게 측정한다. (듀엣: "Cinque, dieci, venti" – "5, 10, 20"). 피가로가 새 방에 만족한 것은 수잔나였지만, 두에티노: "카소 마다마 라 노테 티 키아마" – "밤중에 백작부인이 전화해야 한다면" (Duettino: "Se a caso madama la notte ti chiama") 그는 백작의 침실과 가까이 있어서 그녀를 향해 다가온 것으로 보이며, 남편이 그녀와 동침하기 전에 하녀를 침대로 삼을 영주의 봉건적 권리인 드로트 뒤 시뇨르를 행사할 계획을 세우고 있다. 백작은 로지나와 결혼할 때 폐지된 권리를 가지고 있었지만, 그는 이제 그 권리를 되찾고 싶어한다. 백작부인이 수잔나에게 전화를 걸자 그녀는 대답을 하기 위해 달려갔다. 피가로는 자신의 지략에 자신만만하여 백작(카바티나: "Sevuol ballare signor contino" – "춤추고 싶다면, 백작님" )을 따돌리기로 결심한다.
피가로가 떠나고, 바르톨로 박사가 그의 옛 가정부 마르첼리나와 함께 도착한다. 피가로는 이전에 그녀에게 많은 돈을 빌렸고, 약속된 시간에 갚지 못하면 담보 대신 그녀와 결혼하겠다고 약속했었다. 바르톨로는 피가로에게 복수하기 위해 마르첼리나를 변호하기로 동의하고 우스꽝스러운 변호사로 그녀를 위해 소송에서 이길 수 있다고 보장한다.
바르톨로가 떠나고, 수잔나가 돌아오자, 마르첼리나와 수잔나는 매우 정중하게 비꼬는 말을 주고받는다. 수잔나는 자신의 인상적인 나이를 경쟁자에게 축하함으로써 그 교환에서 승리한다. 그 나이든 여자는 화가 나서 떠난다.
1막: 케루비노는 백작이 도착할 때 수잔나의 의자 뒤에 숨는다.
케루비노가 도착하자, 모든 여성들, 특히 그의 "아름다운 대모" 백작부인(아리아: "Non so pi cos cosa son" – "나는 더 이상 내가 무엇인지 모르겠다")과 사랑에 빠졌다고 말한 후, 수잔나가 백작에게 도움을 요청한다. 셰루비노가 정원사의 딸 바르바리나와 함께 있는 것을 발견한 셰루비노의 호색적인 방식에 화가 난 듯하며 그를 처벌할 계획을 세우고 있다. 케루비노는 수잔나가 백작부인에게 자신을 위해 중재해 달라고 부탁하길 원한다. 백작이 나타나자, 케루비노는 수잔나와 단둘이 있는 것을 보고 싶지 않아 의자 뒤에 숨는다. 백작은 수잔나에게 자신을 팔기 위한 금전적 유인을 포함한 그녀의 호의에 대한 요구를 강화하기 위해 혼자 발견하는 기회를 이용한다. 음악 교사 바실리오가 도착하자 수잔나와 단둘이 잡히고 싶지 않은 백작은 의자 뒤에 숨는다. 케루비노는 때마침 그 은신처를 떠나, 수잔나가 그를 드레스로 덮기 위해 서두르는 동안 의자로 뛰어든다.
바실리오가 케루비노가 백작부인에게 끌리는 것에 대해 험담하기 시작하자, 백작은 화가 나서 그의 은신처에서 뛰어내렸다. 그는 "부재한" 페이지의 끊임없는 추파를 폄하하고 부엌 식탁 아래서 바르바리나와 어떻게 그를 잡았는지를 묘사한다. 그가 케루비노를 드러내기 위해 식탁보를 들어올린 과정을 설명하기 위해 의자에서 드레스를 들어올리던 중, 그는 발견한다. 같은 케루비노! 백작은 몹시 화가 났지만, 백작이 백작 부인에게서 감추고 싶어하는 수잔나에 대한 백작의 전진을 우연히 들었다는 것을 상기시킨다. 이 청년은 결국 피가로가 백작의 영지 소작농들의 출입으로 처벌에서 벗어나게 되었는데, 피가로가 선제적으로 백작에게 수잔나를 무단으로 결혼시키겠다는 약속을 상징하는 공식적인 제스처를 취하기 위한 시도였다. 백작은 피가로의 계획을 연기함으로써 회피한다. 백작은 케루비노를 용서한다고 말했지만, 즉시 효력이 발생하는 세비야에 있는 자신의 연대로 그를 파견했다. 피가로가 케루비노에게 자신의 새롭고 가혹한 군대 생활에 대해 조롱하는 조언을 해주는데, 이 조언에서 사치와 특히 여성들은 완전히 배제된다.

### 2막
알코브가 있는 멋진 방, 왼쪽에 탈의실, 배경의 문(행랑채로 통하는 문), 측면의 창문이 있다.
백작부인은 남편의 불륜(포르기, 아모르, 퀼체 리스토로)을 한탄한다. 수잔나는 백작부인의 질문에 백작이 자신을 유혹하려는 것이 아니라 단지 그녀의 애정에 대한 보답으로 금전적인 계약을 제안하고 있을 뿐이라고 대답한다. 피가로가 들어와서 간음꾼을 경고하는 익명의 편지로 백작의 주의를 분산시킬 계획을 설명한다. 그는 이미 (바실리오를 통해) 백작에게 백작부인이 그날 저녁에 만날 약속이 있다는 것을 알리는 편지를 보냈다. 그들은 백작이 피가로와 수잔나의 결혼을 방해하기 위해 상상 속의 간통자들을 찾느라 너무 바쁘기를 바란다. 피가로는 추가적으로 백작부인에게 케루비노를 곁에 두라고 충고한다. 여장을 하고 백작님을 불법 접선 장소로 유인해서 현행범으로 체포해야 해 피가로가 떠나다.
케루비노가 도착하고, 피가로가 보내어 협력하기를 열망한다. 수잔나는 그에게 백작부인을 위해 작곡한 노래를 불러달라고 권유한다(보이 체 사페테 체 코사 아모르 – "사랑이 무엇인지 아는 아가씨들아, 내가 고통받고 있는 것이냐?"). 이 노래가 끝난 후 백작부인은 케루비노의 군사위관직을 보고 서둘러 서명하는 것을 잊었다.공식 문서로 만들기에는 너무 이른 것 같습니다.)
그리고 수잔나와 백작부인은 그들의 계획을 시작한다. 수잔나는 케루비노의 외투를 벗기고 머리를 빗어주고 여자처럼 행동하고 걷는 법을 가르치기 시작한다(수사나의 아리아: "베니테, 인기노키아테비" – "내 앞에 무릎을 꿇어라." 그리고 그녀는 케루비노의 외투를 가져가기 위해 뒤쪽 문을 통해 방을 나간다.
백작 부인과 케루비노는 수잔나가 돌아오기를 기다리던 중 갑자기 백작이 도착하는 소리를 듣게 된다. 케루비노는 옷장에 숨었다. 백작이 방에 들어가라고 요구하자 백작부인은 마지못해 문을 연다. 백작은 벽장 안으로 들어가 벽장 안에서 소리가 들린다. 그가 그것을 열려고 하지만 잠겨 있다. 백작부인은 그에게 오직 수잔나만이 웨딩드레스를 입어보고 있다고 말한다. 이때 수잔나는 눈에 띄지 않게 다시 들어가 무슨 일이 일어나고 있는지 재빨리 깨닫고 알코브 안으로 숨는다. 백작은 그녀에게 목소리로 신원을 밝히라고 외치지만, 백작부인은 그녀에게 조용히 하라고 명령한다. 화가 나고 의심이 든 백작은 백작 부인과 함께 벽장 문을 강제로 열 수 있는 도구를 찾아 떠난다. 그들이 떠날 때, 그는 침입자가 탈출하는 것을 막기 위해 모든 침실 문을 잠근다. 케루비노와 수잔나가 은신처에서 모습을 드러내고, 케루비노는 창문을 통해 정원으로 뛰어내리며 탈출한다. 그러자 수잔나는 케루비노의 예전 옷장을 차지하면서 백작이 바보처럼 보이도록 하겠다고 맹세했다.
백작과 백작부인이 돌아옵니다. 백작부인은 자신이 갇혔다고 생각하며 케루비노가 벽장 속에 숨겨져 있음을 필사적으로 인정한다. 화가 난 백작은 그 자리에서 케루비노를 죽이겠다고 칼을 빼들지만, 문이 열리자 놀랍게도 수잔나만을 발견하게 된다. 백작이 설명을 요구하자 백작부인은 자신을 신뢰하는 것을 시험하기 위한 장난이라고 말했다. 그의 질투에 부끄러움을 느낀 백작은 용서를 구합니다. 백작이 익명의 편지를 요구하자, 수잔나와 백작부인은 편지가 피가로에 의해 쓰여지고 바실리오에 의해 전달되었다고 밝혔다. 피가로가 도착하여 결혼 축하 파티를 시작하려고 하지만, 백작은 익명의 편지에 대한 질문으로 그를 꾸짖는다. 백작의 질문이 막 떨어지기 시작하자 정원사 안토니오가 도착해 한 남자가 창문에서 뛰어내려 카네이션이 망가졌다고 불평한다. 안토니오는 도망치는 남자를 잠정적으로 케루비노라고 밝혔지만, 피가로는 창문 밖으로 뛰어내린 사람이 자신이라고 주장하며 착륙 도중 발을 다친 것처럼 행동한다. 피가로, 수잔나, 백작부인은 안토니오를 상습적인 술주정뱅이로 비난하려 하지만 안토니오는 도망가는 남자가 떨어뜨린 신문을 들고 나왔다. 백작은 피가로에게 자신이 뛰어내린 사람이라는 것을 증명하라고 명령한다. 피가로가 어쩔 줄 몰라 하지만 수잔나와 백작부인은 정답을 알려주고, 피가로가 의기양양하게 문서를 확인한다. 그러나 그의 승리는 오래가지 못했다. 마르첼리나, 바르톨로, 바실리오가 피가로를 고소하고, 피가로가 빌린 돈을 갚을 수 없으니 피가로와 결혼하기로 한 계약을 지킬 것을 요구한다. 백작은 혐의를 조사하기 위해 결혼을 기꺼이 미룬다.

### 3막
두 개의 왕좌가 있는 풍성한 홀

백작은 혼란스러운 상황에 대해 숙고했다. 백작 부인의 재촉으로 수잔나는 그날 밤 늦게 정원에서 백작과 만나기로 거짓 약속을 한다. 수잔나가 떠나자 백작은 피가로에게 그가 이미 승소했다고 말하는 것을 우연히 듣게 된다. 그가 속고 있다는 것을 깨닫고 (레치티타보와 아리아: "Hai già vinta la causa! ... Vedrò, mentr'io sospiro "당신은 이미 승소했어요!"... "내가 한숨을 쉬면서 볼까"), 그는 피가로에게 마르첼리나와의 결혼을 강요하여 벌을 주기로 결심한다.

피가로가 말을 듣고, 백작의 판결은 피가로가 마르첼리나와 결혼해야 한다는 것이었다. 피가로는 부모의 허락 없이는 결혼을 할 수 없으며, 아기였을 때 부모의 물건을 도둑맞았기 때문에 부모가 누구인지 모른다고 주장한다. 이어지는 논의에서 피가로가 바르톨로와 마르첼리나의 오랫동안 잃어버린 사생아 라파엘로라는 것이 밝혀졌다. 감동적인 화해 장면이 펼쳐진다. 축제 기간 동안 수잔나는 피가로를 마르첼리나에게 진 빚에서 해방시켜주기 위해 돈을 받고 들어간다. 피가로와 마르첼리나가 함께 축하하는 것을 보고 수잔나는 피가로가 자신보다 마르첼리나를 더 좋아한다고 착각한다. 그녀는 짜증을 내며 피가로의 얼굴을 때린다. 마르첼리나가 설명하고 수잔나는 자신의 실수를 깨닫고 축하 행사에 참여한다. 바르톨로는 감정이 북받쳐 그날 저녁 마르첼리나와 결혼한다.
안토니오의 딸 바르바리나가 케루비노를 자신의 집으로 초대하여 여자로 위장하기 전에 모두 떠난다. 백작부인은 홀로 자신의 행복의 상실을 곰곰이 생각한다. 한편 안토니오는 케루비노가 세비야에 있는 것이 아니라 자신의 집에 있다고 백작에게 알린다. 수잔나는 들어가서 백작을 함정에 빠뜨릴 계획에 대해 그녀의 정부에게 알린다. 백작부인은 수잔나가 백작에게 보낼 사랑의 편지를 받아쓰는데, 이는 그가 그날 밤 "소나무 아래"에서 그녀를 만날 것을 암시한다. 편지는 백작에게 편지를 고정시키는 핀을 돌려주라고 지시한다. 체이브 제피레토" – "바람 위에... 얼마나 온순한 작은 제피르인가.)
젊은 농민들, 특히 케루비노가 소녀로 변장하고 백작부인에게 세레나데를 들려주기 위해 도착한다. 백작은 안토니오와 함께 도착했고, 그 페이지를 발견하고는 분노했다. 바르바리나는 한 때 자신이 원하는 것을 주겠다고 제안했던 것을 공개적으로 회상하며 케루비노에게 청혼을 한다.
매우 당황한 백작은 케루비노를 머무르게 허락했다.
이 연극은 수잔나가 백작에게 편지를 전달하는 과정(피날레: "에코 라 마르시아" – "여기 행렬이 있다")의 이중 결혼식을 끝으로 막을 내린다. 피가로가 백작이 핀에 손가락을 찌르는 것을 보고 웃는다. 막이 내리자 두 신혼부부가 기뻐한다.

### 4막
두 개의 파빌리온이 있는 정원.
서신의 지시에 따라, 백작은 그 핀을 수잔나에게 돌려보냈고, 그것을 바르바리나에게 주었다. 그러나 바르바리나는 그것을 잃어버렸다(아리아: "로호 페르두타, 나 메스차이나" – "나는 그것을 잃었다, 불쌍한 나"). 피가로와 마르첼리나는 바르바리나를 보고, 피가로는 그녀에게 무엇을 하고 있냐고 묻는다. 그 핀이 수잔나의 것이라는 말을 들었을 때, 그는 질투심에 휩싸였고, 특히 그 핀이 백작에게 편지를 고정시킨 사람이라는 것을 알아챘다. 수잔나가 백작을 몰래 만난다고 생각한 피가로는 어머니에게 불평하며, 백작과 수잔나, 그리고 모든 불성실한 아내들에게 복수하겠다고 맹세한다. 마르첼리나는 주의를 촉구하지만, 피가로는 듣지 않는다. 피가로가 달려가고, 마르첼리나는 수잔나에게 피가로의 의도를 알리기로 결심한다. 마르첼리나는 아리아를 부르며, 암수의 야생동물은 서로 잘 지내지만 이성적인 인간은 잘 어울리지 못한다고 애통해한다. (이 아리아와 이후 바실리오의 아리아는 대부분 연주되지 않는다; 그러나 일부 기록에는 이 아리아가 포함되어 있다.)
질투심에 자극받은 피가로는 바르톨로와 바실리오가 신호를 주면 그를 도우러 오라고 말한다. 바실리오는 피가로의 어리석음에 대해 언급하며 피가로만큼 경솔했다고 주장한다. 그는 '도나 플레마'(Donna Flemma)로부터 상식을 얻었고, 권력자들을 교차시키지 않는 것의 중요성을 알게 된 이야기를 들려준다. (아리아: "In Qegli Anni" ) 그들은 피가로를 홀로 남겨두고 퇴장한다. 피가로는 여성의 항의를 통렬히 묵상한다. (Aprite un po' quegli occhi" – "모든 것이 준비되었습니다... 눈을 좀 떠봐.) 수잔나와 백작부인이 서로의 옷을 입고 도착한다. 마르첼리나는 수잔나에게 피가로의 의심과 계획을 알리며 그들과 함께 있다. 마르첼리나와 백작부인이 계획을 의논한 후, 수잔나는 피가로에게 사랑 노래를 불러주며 피가로를 놀린다. 피가로가 덤불 뒤에 숨어 있는데, 이 노래가 백작님을 위한 노래인 줄 알고 점점 질투가 난다.
백작부인은 수잔나의 드레스를 입고 도착한다. 케루비노가 나타나 "수잔나" (진짜 백작부인)를 놀려 계획을 위태롭게 한다. 하지만 그의 펀치는 피가로를 맞고 케루비노는 달아났다.
백작은 이제 "수잔나"(실제로 백작부인)와 진지한 사랑을 나누기 시작했고, 그녀에게 보석으로 장식된 반지를 준다. 그들은 함께 무대 밖으로 나갔고, 백작부인이 어둠 속에 숨어 그를 피했다. 한편, 진짜 수잔나가 백작부인의 옷을 입고 입장한다. 피가로는 그녀를 진짜 백작부인이라고 착각하고 백작의 의도를 말하기 시작하지만, 갑자기 변장한 자신의 신부를 알아본다. 그는 '마이 레이디'와 사랑에 빠진 척하며, 그 자리에서 바로 사랑을 나누자고 초대하는 등 농담을 따라한다. 속은 수잔나는 화를 내며 그를 여러 번 때린다. 피가로가 마침내 수잔나의 목소리를 알아듣고 화해하며 희극을 마무리 짓기로 결심한다.
"수잔나"를 찾지 못한 백작은 좌절감에 휩싸인다. 피가로는 "백작부인" (진짜 수잔나)에 대한 사랑을 큰 소리로 고백함으로써 그의 관심을 끈다. 바르톨로, 바실리오, 안토니오는 횃불을 들고 들어와, 케루비노, 야만인, 마르첼리나, 젠테, 알아르미, 알아르미를 유혹하고 있다.
모두가 그에게 피가로와 백작부인을 용서해 달라고 간청하지만, 그는 큰소리로 거절하며 "아니오"를 반복한다. 백작은 그가 그녀에게 준 반지를 보고, 그가 유혹하려 했던 것으로 추정되는 수잔나가 사실은 그의 아내라는 것을 깨닫는다. 그는 무릎을 꿇고 용서를 빌었다.백작부인은 대답한다. ("Pi doc o sono e dico di si" – "나는 너보다 더 유순하고, 그렇다고 대답한다.) 이제 피가로의 결혼식에 방해가 되는 것은 아무것도 없다.